# Живатов, Виталий Вадимович
Виталий Вадимович Живатов (род. 16 февраля 1992, Ливны) — российский регбист, фланкер команды «Стрела» и сборной России по регби-15 и регби-7.

## Биография

### Карьера игрока

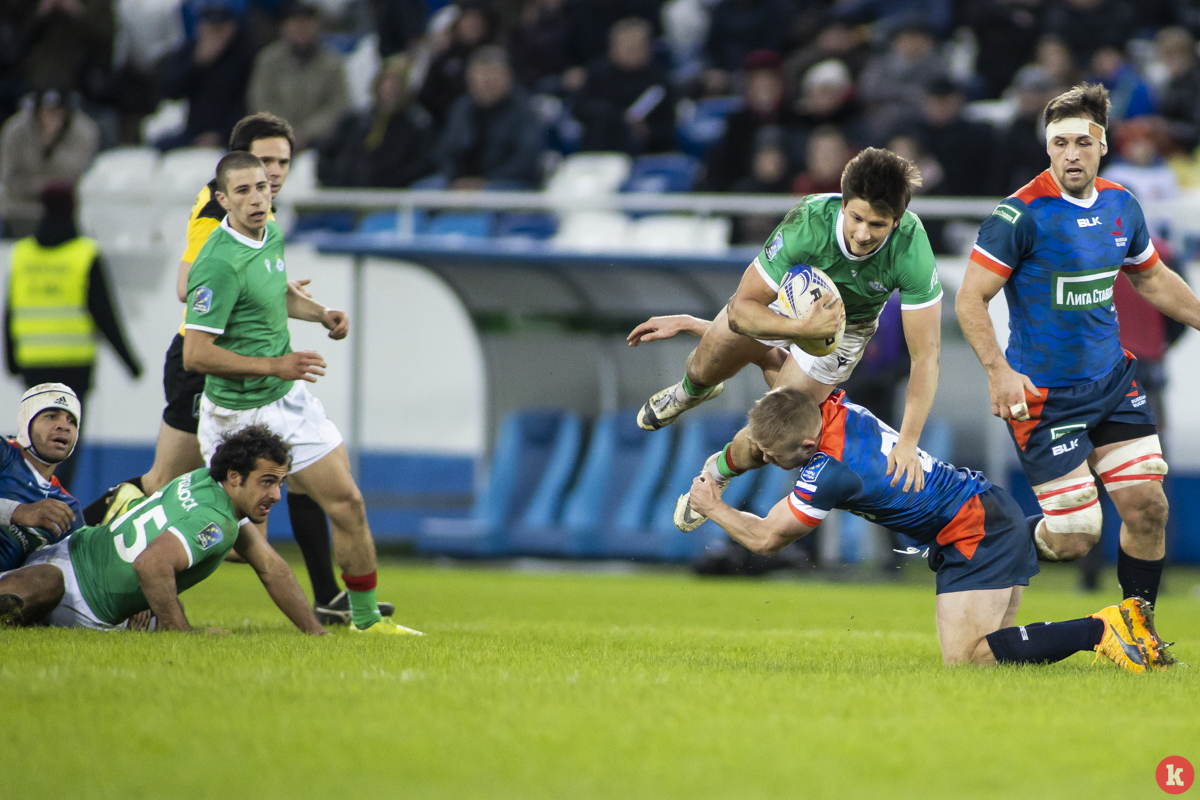
Живатов (справа в синей форме) против Португалии в феврале 2020

Начал заниматься регби в 2006 году в секции при МАИ, где первыми тренерами стали Хроменков В.П. и Котов С.А. С 2010 года выступал за команду «Марьино-Локомотив». В 2011 обучался в Новой Зеландии в школе Rangiora High School и играл в местном чемпионате среди школ The Press Cup. 
В январе 2012 перешел в «ВВА-Подмосковье». В 2013 году вместе с Рушаном Ягудиным сдал положительную пробу перед этапом Мировой серии по регби-7 в Гонконге в марте 2012 года, за что получил двухлетнюю дисквалификацию. После отбытия дисквалификации вернулся в команду и со временем стал игроком основного состава.
Летом 2023 года перешёл в команду «Стрела».

### Карьера в сборной
Являлся капитаном молодёжной сборной, с которой стал обладателем серебряных медалей чемпионата Европы 2010 года. В дальнейшем стал стабильным игроком сборной по регби-7, в составе которой стал победителем Чемпионата Европы 2016 и 2017 года. В сборную по классическому регби дебютировал в 2014 году против Гонконга. Следующий вызов получил лишь в конце 2018 года. Попал в окончательную заявку на Кубок мира 2019.
6 ноября 2021 года в игре против сборной Нидерландов впервые выступал с капитанской повязкой.

#### Образование
В 2009 году поступил в Московский авиационный институт, который благополучно закончил в 2014.

## Личная жизнь
Жена — Кристина, есть два сына и дочь.